# Idioma haisla
La lengua Haisla es una lengua nativa hablada por la tribu haisla, habitante de la costa norte de la región de la Columbia Británica, Canadá, y cuya población reside principalmente en la ciudad de Kitimat, en el inicio del Canal de Douglas, un fiordo de 120 kilómetros que sirve de comunicación marítima para los Haisla así como para el puerto de la ciudad y su fundición de aluminio. 
Los Haisla y su lengua, junto con la de los nativos vecinos Heiltsuk y Wuikinuxv, fueron llamados incorrectamente en el pasado "Kwakiutl del norte".
El nombre Haisla se deriva de la palabra Haisla x̣àʔisla o x̣àʔisəla  '(aquellos) que viven en la desembocadura del río'.
Haisla es una lengua wakashana (Kwakiutlano) hablada por varios centenares de personas. Geográficamente es la más septentrional de las lenguas wakashanas. Su más cercano vecino dentro de las Wakash es la Oowekyala. La Haisla se relaciona con las otras lenguas Wakash septentrionales, Oowekyala, Heiltsuk, y Kwak'wala o Kwakiutl. La lengua Haisla tiene dos dialectos, a veces definidos como sublenguajes - Kitamaat y Kitlope (también conocido como X̣enaksialak’ala).